# Banca Italease
Banca Italease S.p.A. è stata una banca italiana specializzata in leasing immobiliare.

## Storia
Nata nel 1968 come società per il volere di diverse banche popolari, ha raggiunto anch'essa lo status di banca nel 1995.
Purtroppo le cause che hanno segnato le sorti della banca, nel marzo 2009, non divergono da quelle che circa 120 anni prima (1889) segnarono il fallimento di alcune banche del Regno d'Italia molto esposte nel settore immobiliare, tra cui la Banca Romana, tristemente nota nei libri di storia economica per lo scandalo della Banca Romana. Per parallelo storico, non può non venire alla mente lo scandalo degli immobiliaristi dell'estate 2005, noto alle cronache come i furbetti del quartierino.
La banca attraverso un aumento di capitale nel 2009 e due OPA, una nel 2009 e una nel 2010 diviene completamente controllata dal Banco Popolare, per cui dall'8 aprile 2010 è stata revocata dalla quotazione presso la Borsa valori di Milano.

### Fusione nel Banco Popolare
Dal 16 marzo 2015 non esiste più come entità giuridica a sé stante essendo stata fusa nella capogruppo Banco Popolare ed assorbita dalla sua Divisione Leasing.